# Gazania
Gazania é um género botânico pertencente à família Asteraceae.

## Espécies
- Gazania heterochaeta DC.
- Gazania krebsiana Less. (= Gazania pavonia) - Terracotta Gazania
- Gazania lichtensteinii Less.
- Gazania rigens (L.) Gaertn. (= Gazania splendens)

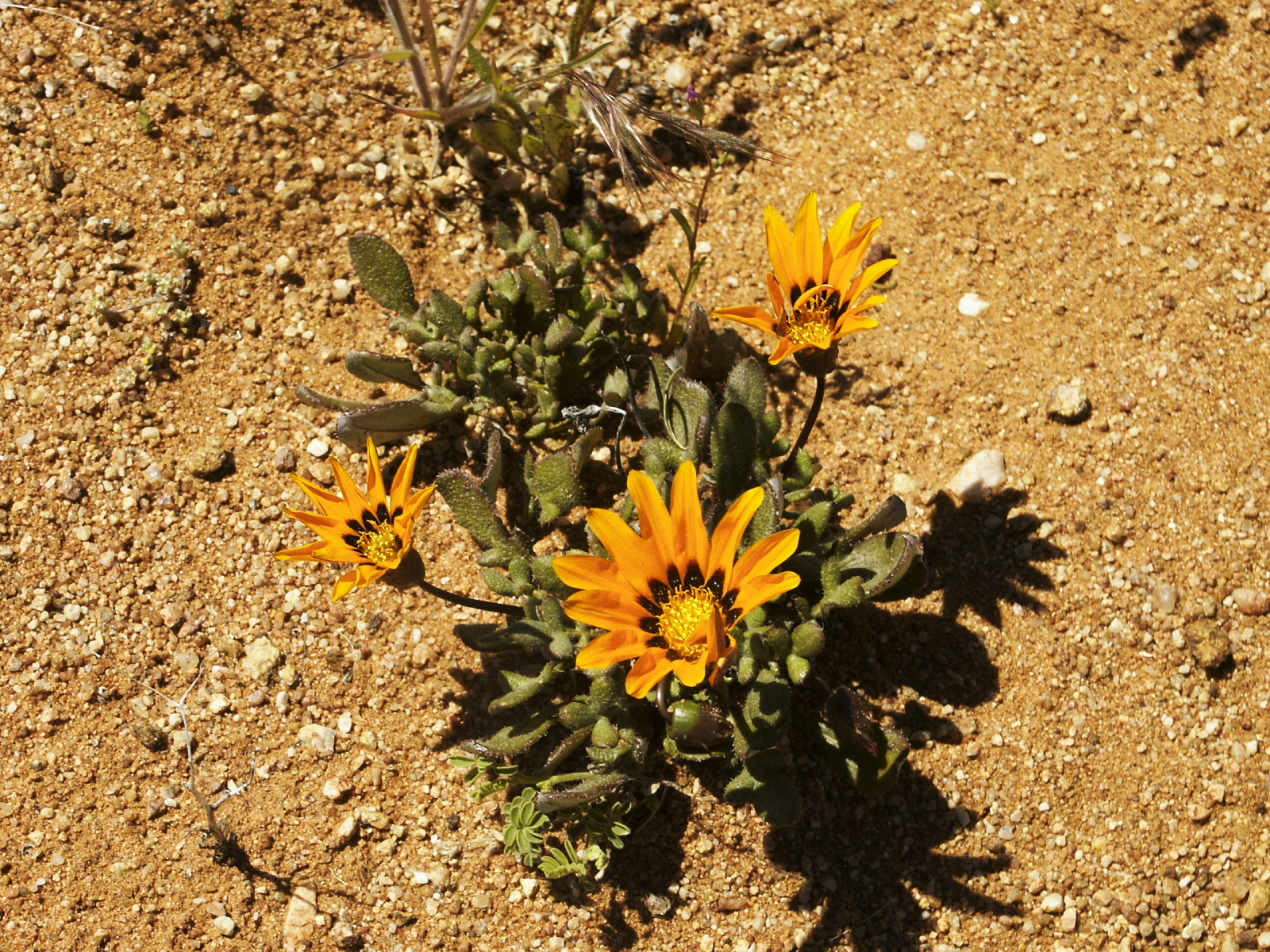
Gazania krebsiana Namaqualândia, Goegap N.R., Cabo Setentrional,  África do Sul
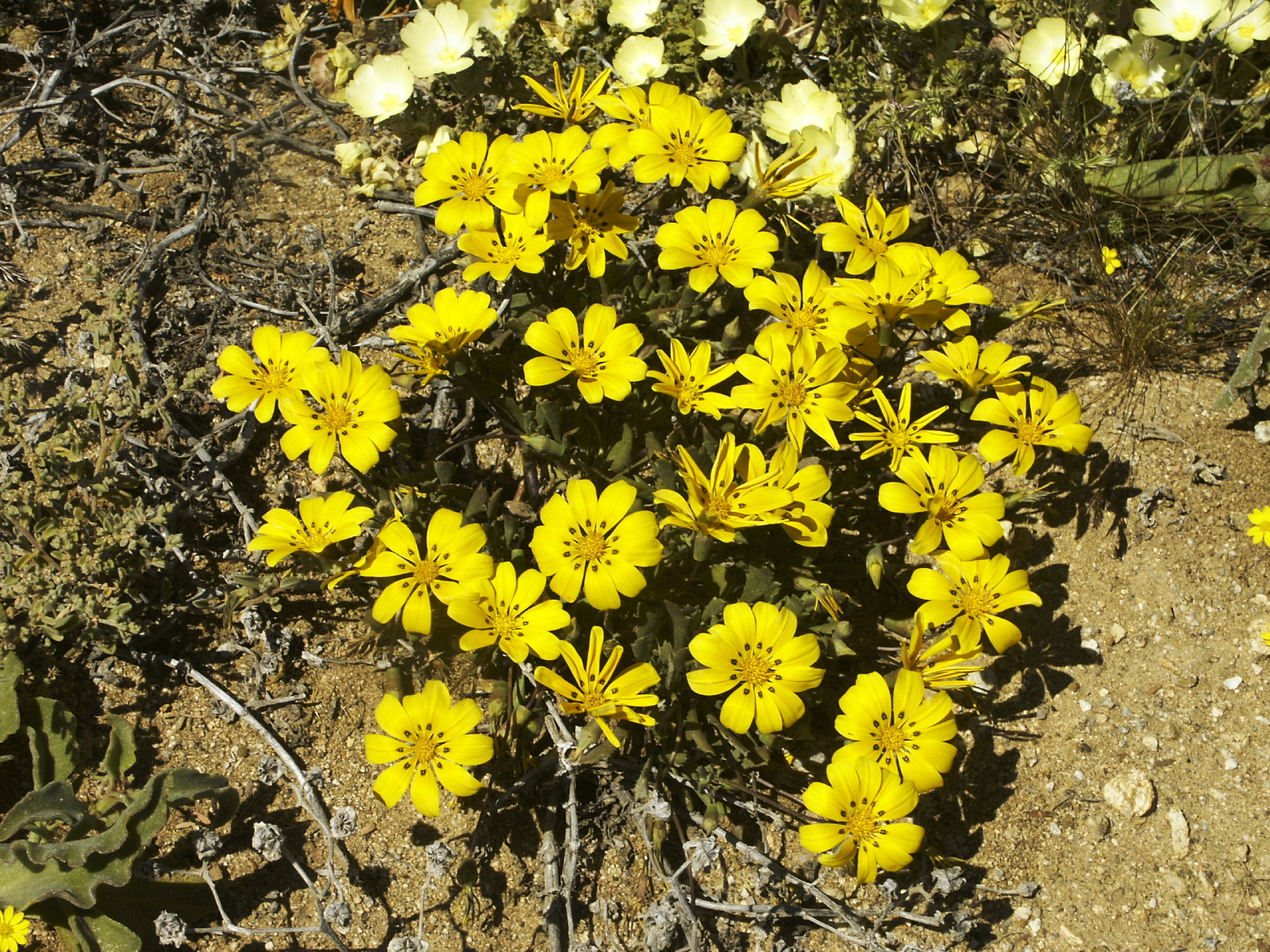
Gazania lichtensteinii Namaqualândia, Goegap N.R., Cabo Setentrional, África do Sul
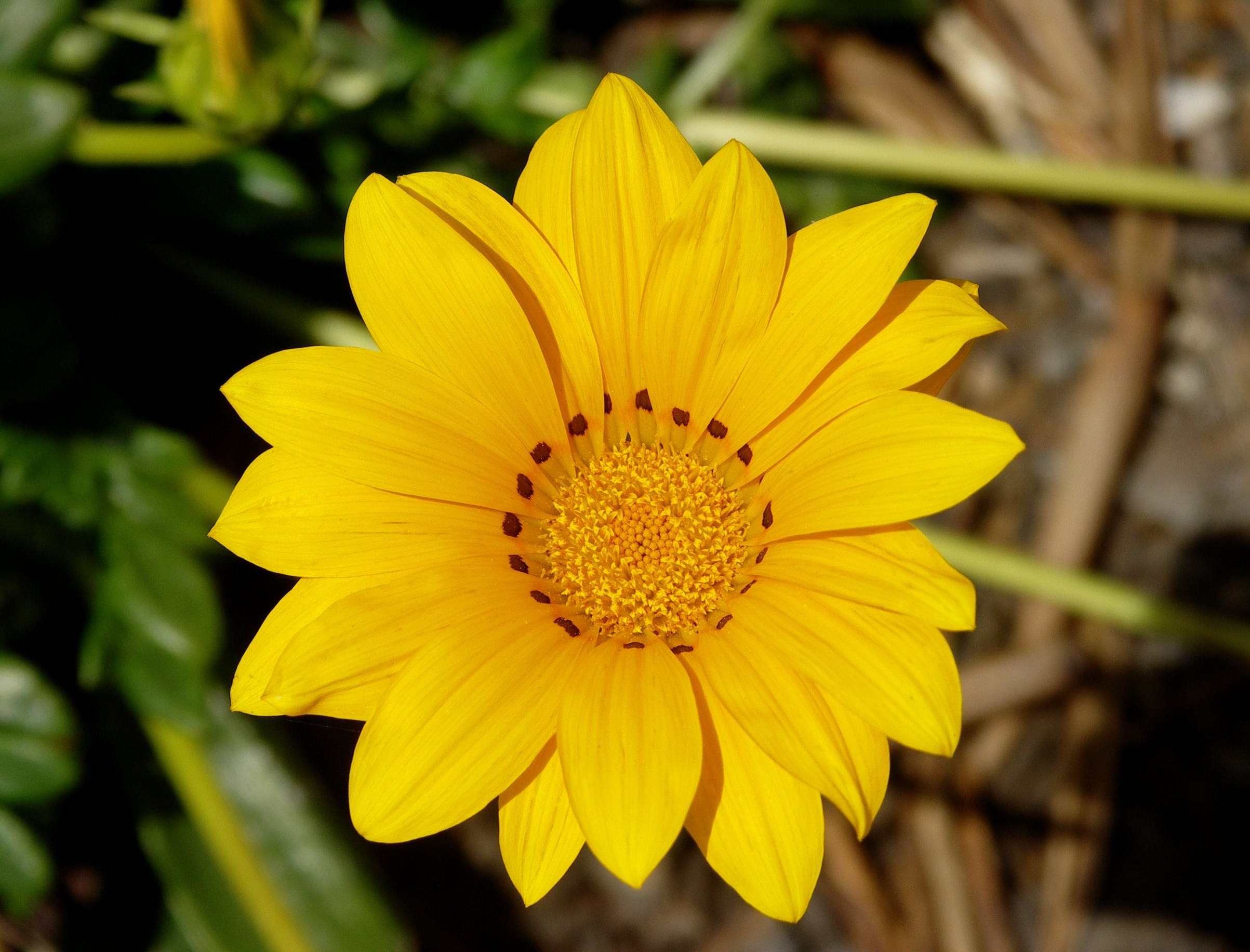
Flor de Gazania rigens